# Филип Георг фон Лайнинген-Дагсбург-Фалкенбург
Филип Георг фон Лайнинген-Дагсбург-Фалкенбург (на немски: Philipp Georg zu Leiningen-Dagsburg-Falkenburg; * 26 юли 1582; † 6 февруари 1627) е граф на Лайнинген-Дагсбург-Фалкенбург.

## Произход
Той е вторият син на Емих XI фон Лайнинген-Дагсбург-Фалкенбург (1540 – 1593) и съпругата му фрайин Урсула фон Флекенщайн (1553 – 1595), дъщеря на Георг I фон Флекенщайн, фрайхер цу Дагщул († 1553) и на Йохана цу Залм († 1595). Внук е на граф Емих X фон Лайнинген-Хартенбург (1498 – 1541) и графиня Катарина фон Насау-Саарбрюкен (1517 – 1553). По-големият му брат е граф Йохан Лудвиг фон Лайнинген-Дагсбург-Фалкенбург в Хайдесхайм (1579 – 1625).

## Фамилия
Филип Георг се жени на 4 юли 1614 г. във Фюрстенау за графиня Анна фон Ербах (* 27 април 1582, Ербах; † 30 юли 1650), дъщеря на граф Георг III фон Ербах (1548 – 1605) и втората му съпруга графиня Анна фон Золмс-Лаубах (1557 – 1586). Те имат децата:
- Фридрих Магнус (1615 – 1639)
- Емих Лудвиг Хайнрих (1618 – 1638), убит
- Йохан Казимир (1619 – 1688), граф
- Франциска (1624 – 1639)
- Анна (1625 – 1668), омъжена на 6 декември 1646 г. в Страсбург за граф Йохан фон Насау-Идщайн (1603 – 1677)